# Край «Дикий Захід» (фільм)
«Край „Дикий Захід“» (англ. «Westworld») — американський науково-фантастичний гостросюжетний фільм у жанрі вестерн 1973 року. Написаний і зрежисований письменником-романістом Майклом Крайтоном. Розповідає про андроїдів в парку розваг, які вийшли з ладу і почали вбивати відвідувачів. Юл Бріннер зіграв роль андроїда, а Річард Бенджамін і Джеймс Бролін — ролі відвідувачів парку.
«Край „Дикий Захід“» — перший повнометражний фільм Крайтона. Також стрічка стала першим повнометражним фільмом, в якому використали цифрову обробку зображення та фотографування, щоб відтворити зір андроїдів. Фільм номінувався на премії «Г'юго)», «Неб'юла» та «Сатурн».
1976 року світ побачив продовження «Краю „Дикий Захід“» — «Край майбутнього», а 1980 року на основі двох попередніх стрічок вийшов телесеріал під назвою «Поза краєм „Дикий Захід“». 2 жовтня 2016 року на телеканалі HBO відбулася прем'єра телесеріалу «Край „Дикий Захід“», ремейку-адаптації фільму 1973 року.

## Сюжет
У 1983 році високотехнологічний і дуже реалістичний розважальний парк для дорослих під назвою «Делос» представляє три тематичних світи — Світ Заходу (американський Старий Захід), Світ Середньовіччя (середньовічна Європа) і Світ Риму (древнє римське місто Помпеї). Ці три світи населені дуже схожими на живих істот андроїдами, яких дуже важко відрізнити від людей, кожен з них запрограмований як персонаж своєї історичної епохи. За тисячу доларів на день відвідувачі можуть брати участь у будь-яких пригодах за участі андроїдів, включно із сексуальними пригодами і навіть боями на смерть. Заключна частина реклами парку «Делос» обіцяє: «Друже, ми пропонуємо тобі відпустку!»
Відвідувач-новачок Пітер Мартін, і його друг Джон Блейн, який вже відвідував цей парк, прийшли у Світ Заходу. Одним з атракціонів є Стрілець, робот, запрограмований провокувати перестрілки. Зброя, яку видають відвідувачам парку, має температурні датчики, які не дозволяють стріляти в людей чи в будь-що з високою температурою тіла, але дозволяє відвідувачам стріляти в холоднокровних андроїдів. Програма Стрільця дозволяє відвідувачам витягнути зброю та вбити його, проте наступного дня робот повертається для іншої дуелі.
Спеціалісти, які керують парком, помічають, що проблеми почали поширюватися серед андроїдів, неначе інфекція: зростає кількість несправностей і системних помилок у роботів у Світі Риму та Світі Середньовіччя, і схоже на те, що це продовжується й у Світі Заходу. Коли один з контрольних комп'ютерів учених глузує зі схожості з інфекційним захворюванням, головний адміністратор каже йому: «Ми маємо справу не зі звичайними машинами. Це дуже складні зразки устаткування, майже такі ж складні, як і живі організми. У деяких випадках вони були спроєктовані іншими комп'ютерами. Ми точно не знаємо, як саме вони працюють».
Неполадки стають серйознішими, коли робот-гримуча змія у Світі Заходу кусає Блейна, і заперечуючи свою програму, андроїд відмовляється пропускати відвідувачів до Світу Середньовіччя. Помилки продовжують наростати аж до того моменту, коли робот-лицар у Світі Середньовіччя не вбиває відвідувача в поєдинку на мечах. Контролери парку роблять спробу відновити контроль, вимкнувши енергію в усьому парку. Проте, вимкнення ув'язнює їх у кімнаті контролю, не дозволяючи відновити енергію та врятуватися. У той самий час роботи в усіх трьох світах повністю виходять з ладу, переходячи на резервне живлення.
Мартін та Блейн, оклигавши після бійки в барі напідпитку, прокидаються в будинку розпусти Світу Заходу, не знаючи про значні неполадки в парку. Коли Стрілець викликає їх на дуель, Блейн сприймає це як розвагу аж до того моменту, коли робот не починає стріляти, убиваючи його. Мартін рятується втечею, проте робот невблаганно йде за ним.
Мартін тікає в інші частини парку, але знаходить лише мертвих відвідувачів, пошкоджених роботів і переляканого техніка, який пробує врятуватися з парку, проте згодом його вбиває Стрілець. Мартін через Світ Риму спускається вниз, у підземний комплекс керування, та виявляє, що вимкнення системи вентиляції вбило комп'ютерних спеціалістів у кімнаті контролю. Стрілець переслідує його через підземні коридори й Мартін тікає, поки не знаходить ремонтну лабораторію для роботів. Коли Стрілець заходить у кімнату, Мартін прикидається роботом, кидає кислоту в лице Стрільця і тікає, повертаючись на поверхню всередині замку у Світі Середньовіччя.
Через пошкодження оптичних датчиків кислотою, Стрілець не може вистежити Мартіна за допомогою зору й намагається знайти його, використавши свої інфрачервоні сканери. Мартін стає за палаючими смолоскипами у Великій Залі, щоб приховати свою присутність від робота, потім підпалює робота одним із смолоскипів. Палаюча оболонка Стрільця нападає на нього на сходах в'язниці, перш ніж вийти з ладу через пошкодження. Виснажений Мартін сідає на сходи та чує рекламу парку «Делос»: «Друже, ми пропонуємо тобі відпустку!»

## У ролях
- Юл Бріннер у ролі Стрільця
- Річард Бенджамін у ролі Пітера Мартіна
- Джеймс Бролін у ролі Джона Блейна
- Норман Бартолд у ролі середньовічного лицаря
- Алан Оппенгеймер у ролі головного адміністратора
- Вікторія Шо в ролі середньовічної королеви
- Дік ван Патен у ролі банкіра
- Лінда Скотт у ролі Арлетт, французької повії
- Стів Франкен у ролі техніка Делосу, вбитого Стрільцем
- Майкл Міклер у ролі Чорного Лицаря
- Террі Вілсон у ролі шерифа
- Маджел Барет у ролі місс Керрі, хазяйки будинку розпусти в Світі Заходу
- Анна Рендалл у ролі Дафни, служниці, яка відкидає залицяння середньовічного лицаря
- Нора Марлоу в ролі власниці готелю
- Роберт Дж. Хоган у ролі журналіста «Делоса», який бере інтерв'ю у відвідувачів

## Створення фільму

### Процес фільмування
«Край „Дикий Захід“» знімали в кількох різних місцях, у тому числі пустелю Мохаве, маєток Гарольда Лойда та декілька сцен компанії Metro-Goldwyn-Mayer. Фільм було знято Джином Політо з Американського товариства кінооператорів з використанням анаморфічних об'єктивів Panavision.
Зовнішній вигляд Стрільця основується на зовнішності Кріса Адамса, героя, якого грав Бріннер у «Чудовій сімці». Костюми цих двох героїв дуже схожі. Як заявляв Лазарес, Юл Бріннер погодився зіграти у фільмі лише за 75,000 доларів, тому що йому дуже були потрібні гроші.
В епізоді, де персонаж Річарда Бенджаміна кидає кислоту в лице Стрільця, обличчя Бріннера було вкрите спеціальною сумішшю. Потім невелика кількість води створювала шипучий ефект.
Музичний супровід для «Краю „Дикий Захід“» було створено американським композитором Фредом Карліном. Він об'єднав у собі ерзац-вестерн музику й електронну музику.
Фільм було знято за тридцять днів. Щоб зберегти час, Крайтон намагався знімати лише найнеобхідніше.
Спочатку сценарій і остання частина фільму закінчувалися поєдинком між Мартіном і Стрільцем, під час якого Стрільця розірвало на шматки каркасом, який стояв неподалік. Крайтон казав, що йому сподобалася ідея про складну машину, яка була знищена простою машиною, але у фільмі це виглядало безглуздо, тож вони відмовилися від цієї ідеї. Він також хотів, щоб фільм починався з польоту літака над пустелею, але не зміг отримати бажаного ефекту, і це теж довелося скасувати.

### Після створення фільму
У романі Крайтон пояснював, що він змінив першу версію фільму, тому що йому не сподобалося те, що фільм вийшов занадто довгим і нудним. Сцени, які були вирізані з фільму, охоплювали пограбування банку і епізод у приміщенні аукціону; початок фільму з польотом літака над пустелею; довші діалоги між персонажами; більше епізодів з роботами, які вбивають відвідувачів; довша сцена переслідування, коли Стрілець переслідує Пітера; епізод, у якому Стрілець промиває своє лице водою після того, як Пітер кинув у нього кислоту. Також була вирізана альтернативна заключна частина фільму, яка містила бій між Стрільцем та Пітером, у якому Стрільця вбито каркасом.

### Цифрова обробка зображення
«Край „Дикий Захід“» був першим повнометражним фільмом, у якому використали цифрову обробку зображення. Крайтон спочатку вирушив до лабораторії в Пасадені, але після того як довідався, що створення двох хвилин цифрового зображення триватиме 9 місяців і коштуватиме 200 000 тисяч доларів, він поговорив з Джоном Вітні-старшим, який порадив звернутися до його сина, Джона Вітні-молодшого. Крайтон і Джон-молодший працювали вночі і завершили обробку швидше і дешевше. Джон-молодший обробив зображення так, що воно виглядало пікселізованим і передавало зір андроїда-Стрільця. Увесь процес обробки було описано в статті «За кулісами „Краю Дикий Захід“» і в онлайн-статті 2013 року.

## Випуск фільму

### Комерція
Фільм мав комерційний успіх, наприкінці 1973 року заробивши 4 мільйони доларів у США та Канаді, і став найбільшим успіхом компанії Metro-Goldwyn-Mayer у тому році. Після повторного показу в 1976 році фільм заробив 7 365 000 доларів.

### Випуск сценарію
Початковий сценарій фільму було опубліковано у вигляді статті одночасно з виходом фільму.

### Оцінка критиків
Журнал «Variety» описував фільм як відмінний, заявляючи, що фільм об'єднує в собі цікаве видовище, високу актуальність і чудову трагікомічну якість сюжету.

## Телевізійні покази
Перший показ «Краю „Дикий Захід“» був на каналі NBC 28 лютого 1976 року. Ця версія фільму була трохи довшою порівняно з версією, яку показували в кінотеатрах, чи випуском фільму для домашнього відео. Розширені епізоди містили:
- кадри з повітряним транспортом, який летить над пустелею, ледь торкаючись землі;
- було подовжено епізод з ученими, які зібралися в підземному комплексі, що краще висвітлювало їхні проблеми з роботами;
- епізод із працівниками, які розмовляють після роботи;
- розмова між Пітером та шерифом після того, як Пітер переміг Стрільця;
- подовжено епізод, де Стрілець переслідує Пітера.

## Продовження фільму
Наступний фільм, «Світ майбутнього», був знятий у 1976 році. З акторів, які знімалися в першому фільмі, повернувся лише Бріннер. У 1980 році телеканал CBS почав транслювати нетривалий телецикл під назвою «Поза краєм „Дикий Захід“», який розширив сюжет другого фільму, додавши кілька нових персонажів. Проте після виходу трьох епізодів цикл закрили через низький рейтинг.
Пізніше Крайтон використав схожі сюжетні ходи (високотехнологічний розважальний парк, який вийшов з-під контролю через неполадки в системах) у своєму загальновідомому романі «Парк Юрського періоду».
«Край „Дикий Захід“» був одним із перших фільмів, у яких було використано термін «комп'ютерний вірус». Цю схожість у фільмі озвучив головний адміністратор на нараді, коли співробітники обговорювали проблеми в парку.
У серпні 2013 року канал HBO замовив створення пілотної серії телевізійного циклу «Край „Дикий Захід“». Над нею мали працювати Дж. Дж. Абрамс, Джонатан Нолан і Джеррі Вейнтрауб. Нолан та його дружина Ліза Джой були сценаристами та продюсерами. Створення серії почалося влітку 2014 року в Лос Анджелесі. Прем'єра нового циклу відбулася 2 жовтня 2016 року. У циклі знімалися Ентоні Гопкінс, Еван Вуд і Тенді Ньютон.